# Alexandr Averbuch
Alexandr Averbuch (hebrejsky אלכס אברבוך‎, rusky Александр Авербух; * 1. října 1974, Irkutsk, SSSR) je bývalý ruský atlet, dvojnásobný mistr Evropy a halový mistr Evropy ve skoku o tyči, který od srpna roku 1999 reprezentoval Izrael.

## Kariéra
V roce 1993 na juniorském mistrovství Evropy ve španělském San Sebastiánu neprošel kvalifikací. Později se začal specializovat na víceboj. V roce 1998 na halovém ME ve Valencii dokončil sedmiboj s počtem 6 144 bodů na 6. místě. Již o rok později však vybojoval na světovém šampionátu v Seville výkonem 580 cm bronzovou medaili v tyčce.
V roce 2000 se stal v belgickém Gentu halovým mistrem Evropy, k titulu mu stačilo překonat napoprvé 575 cm. V témže roce se probojoval do finále na letních olympijských hrách v australském Sydney, kde však překonal jen základní výšku 550 cm a obsadil dělené 10. místo.
Na halovém MS 2001 v Lisabonu skončil těsně pod stupni vítězů, na 4. místě. Stříbrnou medaili poté získal na světovém šampionátu v kanadském Edmontonu, kde napoprvé skočil 585 cm. V roce 2001 také vybojoval zlato na světové letní univerziádě v Pekingu a stříbro na Hrách dobré vůle v australském Brisbane.
V roce 2002 vybojoval v Mnichově výkonem 585 cm titul mistra Evropy, který o čtyři roky později obhájil na evropském šampionátu ve švédském Göteborgu, tam mu však stačilo k prvenství překonání výšky 570 cm. O stříbro se podělili Němec Tim Lobinger a Francouz Romain Mesnil, kteří skočili 565 cm.
V roce 2004 na olympiádě v Athénách skončil osmý. Reprezentoval také na letních olympijských hrách 2008 v Pekingu, kde skončila jeho účast v kvalifikaci. Atletickou kariéru ukončil v roce 2009.

## Osobní rekordy
- hala – 586 cm – 15. únor 2001, Stockholm
- venku – 593 cm – 19. červenec 2003, Madrid